# Zsoldos Andor
Zsoldos Andor (Szentes, 1893. december 9. – Budapest, 1970. december) Földbirtokos, első- és második világháborús, századosi rendfokozattal rendelkező katonatiszt, református presbiter.
1942–43-ban Délvidéken egy zsidó munkaszolgálatosokból álló alakulat parancsnoka volt. Minden erejével beosztottjainak életét védte. Humánus, embermentő tevékenységéért 1965-ben Jeruzsálemben megkapta a Világ Igaza kitüntetést. Kisebbik leánya, Zsoldos Zsuzsanna a világhírű filmrendező és operatőr, Homoki Nagy István második felesége volt.

## Származása, iskolái, katonai rangja
Neves szentesi család leszármazottja. Nagyapja ifj. Zsoldos Ferenc, a szentesi nagyipar megteremtőjeként lett a város megbecsült polgára, hasonló nevű édesapja gépészmérnök volt, az első szentesi kenyérgyár tulajdonosa, a város közéletének egyik jeles szereplője. Édesanyja Nagy Vilma.
Zsoldos Andor középiskolai tanulmányait a szentesi gimnáziumban végezte, 1912-ben érettségizett. Ezt követően a Budapesti Kereskedelmi Akadémiára iratkozott be, ahol kereskedelmi oklevelet szerzett. 1914-ben behívták katonának a 101. közös gyalogezredhez Békéscsabára. Nemsokára Nagyváradra került, ahol a tartalékos tiszti képzést 1915 januárjában fejezte be. Egy év múlva hadnagyi, 1917 novemberében tartalékos főhadnagyi rangot kapott. 1918 novemberében szerelt le, és hazatért Szentesre a családi birtokra. Megnősült, felesége Stammer Berta lett.  Két lányuk született: Berta és Zsuzsanna. 1926-ban századossá léptették elő.

## A munkásszázad parancsnoka
1942. június 15-étől egy éven át parancsnoka volt a szegedi V. honvéd hadtest állományába tartozó 105/6. tábori munkásszázadnak, ahová 264 zsidó származású magyar, szerb és horvát állampolgár volt beosztva. Századával a Délvidéken lévő Zomborra irányították. Emberséges személyisége, humánus cselekedetei miatt gyorsan megkedvelték beosztottjai. Jellemző rá, hogy amikor szabadságra hazament, a hithű református Zsoldos többször mondta feleségének: „Krisztus arcát látom bennük.”
A felsőbb utasításokat figyelmen kívül hagyva mindent elkövetett, hogy az emberfeletti megerőltetést végző brigád tagjainak élete elviselhető legyen: fékezte a hajcsárkodó keretlegényeket, nem engedte csorbítani az élelmezést, de az is előfordult, hogy a kimerültségtől összeeső munkásokat kocsijával vitte el a barakkokig, ahol ápolásban részesülhettek. Egy alkalommal két munkaszolgálatosára – "hanyag, kárt okozó munkavégzésük" miatt – a hadbíróság halálos ítéletet mondott ki. Zsoldos meghagyta, hogy az ítéletet csak jegyzőkönyvileg hajtsák végre. Ezeken túl is több alkalommal mentette meg a biztos haláltól századának tagjait. Közülük hárman írásba foglalták századosuk érdemeit.
Részletek a Jad Vasem intézetben őrzött dokumentumból:
Mi nevezettek esküvel valljuk, hogy 1942. június 7-én ismertük meg Zsoldos Andor magyarországi, szentesi származású tartalékos m. kir. századost. Fent említett Zsoldos úr századához lettünk beosztva, mint magyar közmunkaszolgálatosok a 105/6. munkaszolgálatos alakulatba, Zomborba. Az első kontaktusunk Zsoldos úrral bizonyította, hogy egy humánus, tisztalelkű, becsületes ember kezeibe kerültünk a sors kegyeiből. A megismerkedés pillanatában, ismerve az akkori helyzetet, meg voltunk rémülve, emberi méltóságban meggyalázva éreztük magunkat, vártuk a sorsunkat. Míg megjelent Zsoldos úr tisztikarával és keretlegénységével átvenni századát. Ő, látva a rémült szemeket, sorba járta a felsorakozott századot, egyénről, egyénre kezet fogott az alárendelt zsidó munkaszolgálatosokkal és megnyugtatott bennünket: „Emberek, nem kell félni, nem vagyok emberevő, éppen olyan húsból és vérből vagyok, mint ti. Igyekezni fogok hatalmam határain belül emberséges bánásmódban részesíteni benneteket.” … Gondoskodott róla, az ő százada és a mellettünk élő 105/5. ikerszázad emberséges körülmények között legyen elszállásolva, élelmezve, orvosi segélyben részesülve és szanitáris szempontból ellátva. Személyi befolyásával, igyekezetével odahatott, hogy átplántálta a humánus szellemet tiszttársára, Asbót Sándor százados úrra, aki hajlamos volt a szélsőséges kilengésekre.
Egy napon, pontos dátumra nem emlékszünk, a hadtestparancsnokságtól megjelent egy tiszti bizottság, azzal a feladattal, hogy szelektálják a század ötven százalékát, mely század 264 zsidó lélekből állt. Szedjék ki a legénység színe javát a Bori Szerbiában lévő rézbányák részére, amely német megszállás parancsnoksága alatt állott. Rettenetes halálfélelem és rémület viharzott át a fejünk felett. Tudtuk, hogy akit elragad a szelekció tőlünk, az egyenlő a halálos ítélet meghozatalával. … Zsoldos századosnak sikerült elhitetnie a tiszti bizottsággal, hogy ez egy olyan század, mely csupa betegeskedő öregekből tevődik össze, és a bizottság dolgavégezetlenül távozott.
1944-ben a végső likvidáció kezdetén koncentrálták a délvidéki zsidóságot a szegedi gettóban. A szegedi vasúti pályaudvaron a kivagonírozás alkalmával véletlenül Zsoldos százados úr, aki abban az időben a szegedi hadtestparancsnokságnál szolgált mint beosztott szárnysegéd, egy általunk ismeretlen magas rangú tiszt kíséretében Hahnt felismerte a tömegben, és másnap egy tisztet zászlósi rangban elküldött a gettóba, hogy keresse meg és vezesse hozzá Hahnt. … Végül megtalálták, mire a tiszt elrendelte, hogy kövesse. Szörnyű félelem közepette megérkeztek a Royal szálloda szalonjába. „Parancsoljon helyet foglalni, azonnal hívom a százados urat, ki önt óhajtja látni.” Egy szemben lévő ajtó kitárult, és kilépett rajta Zsoldos Andor százados úr az ő megszokott, jóságos tekintetével. … „Te vagy az öreg Hahn szakács” és én álltam zokogva, mint amikor egy eltévedt kisgyerek rátalál az édesapjára. Megkérdezte tőlem, kik vannak még a volt századunkból. Mire felsoroltam ötöt-hatot. A százados úr magához hívatta őket, bevitt minket egy szobába, bezárta az ajtót kulccsal, megvigasztalt bennünket kétségbeesésünkben. … Előszedte hazai csomagját, minket kiéhezett embereket a maga élelmével jól tartott, és engem személyileg kiemelt, és beajánlott tiszti szakácsnak és így nem kerültem Auschwitzba. Bajtársaimmal együtt túlértük a szörnyűségeket, és ezzel a vallomással igyekszek örök hálámat a magam és megmentett bajtársaim nevében Zsoldos százados úrnak kifejezésre juttatni.
Mi bizonyítjuk, hogy ez az ember … minden cselekedetét, irántunk tanúsított jóságát és filoszemita énjét, makulátlan tisztasággal, minden egoizmustól mentesen, minden anyagi érdek nélkül, csupán kizárólag ember-, zsidó- és irántunk való szeretetből tette. Kérjük az ő megmentettjei, hogy ezen írás, vallomás maradjon meg hitelesen örök időkre, a mi Zsoldos százados urunk iránti hálánk, szeretetünk, megbecsülésünk emlékére.
Zsoldos Andor és tiszttársa, Asbóth Sándor ellen – filoszemita magatartásuk miatt – feljelentést nyújtott be egy magas rangú katonatársuk. A fennmaradt beadványban Nagy János főhadnagyi rangban szolgáló mérnök arról panaszkodik, hogy a fent említett személyek „családias viszonyt” ápolnak a zsidókkal, nem tartják be az élelmezéssel kapcsolatos szigorú szabályokat, több élelmet juttatnak a munkaszolgálatosoknak a megengedettnél, nem elég szigorúak a munkafegyelem betartásánál, korlátlanul fogadhatnak látogatókat, csomagokat a beosztottak, akiket betegápolásra is alkalmaznak. A feljelentés nem ért célt.
Zsoldos Andor a háború végén Ausztriában hadifogságba esett.

## A háborút követő évek

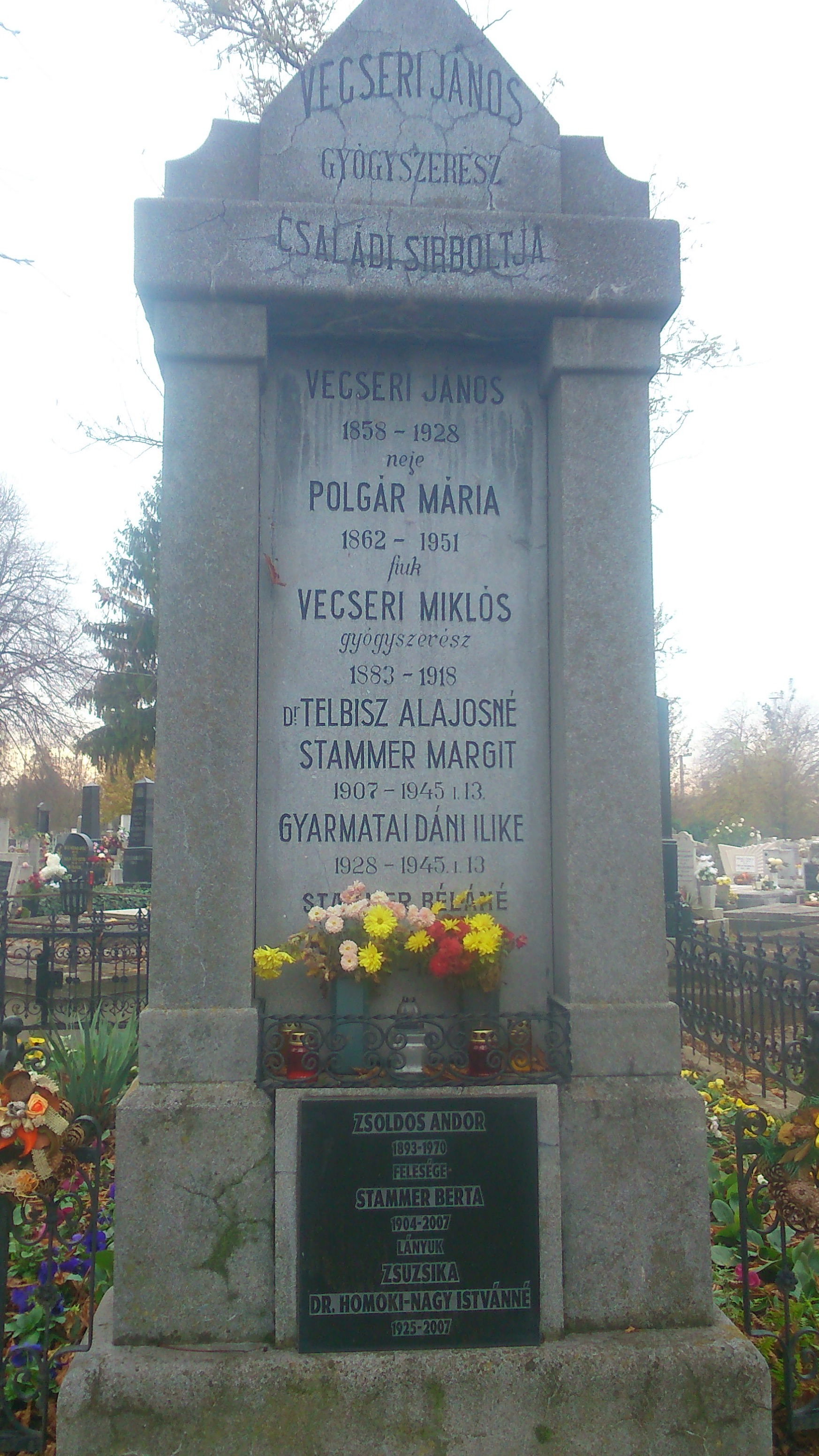
Zsoldos Andor nyughelye a szentesi Szeder temetőben.

1945-ben tért haza Szentesre és saját birtokán kezdett gazdálkodni, ám az államosítások során minden vagyonát elvesztette. Hivatalos katonai papírján a személyére vonatkozó megjegyzés: „osztályidegen, megbízhatatlan.” Végzettségének, tudásának megfelelő beosztást nem kaphatott, ezért 1950-ben Budapestre költözött feleségével, ahol alkalmi munkákból élt: volt éjjeliőr, plakátragasztó, mosogató egy presszóban, ápoló az állatkertben,  végül a Filmgyárhoz került raktárosként, ahol akkor már világhírű vejével és kisebbik leányával, Zsuzsannával dolgozhatott. Főleg természetfilmek forgatásánál segédkezett. Így pl. munkatársa volt a Homoki Nagy István által rendezett Cimborák Hegyen-völgyön c. filmnek.  (Zsoldos Andor nem tévesztendő össze a vele egykorú és szintén a Filmgyárban dolgozó gyártásvezető névrokonával, aki 1956-ban emigrált Ausztriába) 1958-ban ment nyugdíjba.
Mindeközben a háborút túlélő és Izraelbe kivándorolt egykori beosztottjai Jeruzsálemben a Jad Vasem intézetben tettek tanúságot volt századosuk embermentő tetteiről. Az intézet bizottsága pozitív elbírálásban részesítette Zsoldos Andor ügyét, s a Világ Igaza kitüntetés átadásának ünnepélyes szertartására Izraelbe invitálták. Az állam meghívóját egyik régi munkaszolgálatosa, dr. Székely György adta át. Zsoldos Andor és felesége 1965-ben – a kormány hivatalos vendégeként – három hónapot tölthetett Izraelben. A magas kitüntetést május 18-án az államelnök személyesen nyújtotta át. A világon ő volt a 138. személy, Magyarországról a hetedik.
Hazaérkezése után Papp Lajos református lelkipásztor kereste fel otthonában, s készített vele interjút. „Magammal kerültem volna súlyos összeütközésbe, ha nem azt teszem, amit tettem.” – nyilatkozta az akkor 72 éves presbiter, majd szerényen hozzátette: „Ma is azt kérdezem, hogy mivel érdemeltem ezt meg? Szerintem semmi különöset nem tettem.”  Megvallotta, hogy a szülői házban kapott lelki nevelés mellett a szentesi lelkipásztorának és hittantanárának, Papp Lajosnak köszönheti a legtöbbet.
Budapesten halt meg, ám sírja Szentesen a Szeder temetőben, a ravatalozóval szemben található. Vecseri János gyógyszerész családi sírboltjában nyugszik feleségével és kisebbik leányával, Zsuzsannával.

## Elismerései
- Signum Laudis
- Magyar Kis Ezüst Vitézségi érem
- Károly-csapatkereszt
- Sebesülési érem
- Világ Igaza plakett

## Róla szóló irodalom
- Papp Vilmos: „Maradj mindig Ember…” Reformátusok Lapja 1965. aug. 29. 1. p.
- Dr. Homoki-Nagy Istvánné Zsoldos Zsuzsanna = Vallomások Szentesről. Szerk.: Bodrits István. Szentes, 1990. p. 115-118.
- Papp Vilmos: Emlékezetes presbiterek. Zsoldos Andor (1893-1970) = Presbiter 2001. május–június 11. p.
- Jeney Attila: A magyar százados, akit „cádik”-ká emeltek = Jeney Attila: A vád, ami védőbeszéd lehetett volna. Budapest, Kairosz Kiadó, 2013. p. 35-46.
- The Righteous Among The Nations. Zsoldos, Family. Rescue story
- The Righteous Among The Nations Zsoldos Andor (1893 - ? ) Personal Information
- Vágvölgyi Zoltán: Zsoldos Andor. Egy szentesi polgár a Világ Igazainak névsorában. Szentes, 2017.